# Zbigniew Paszkowski

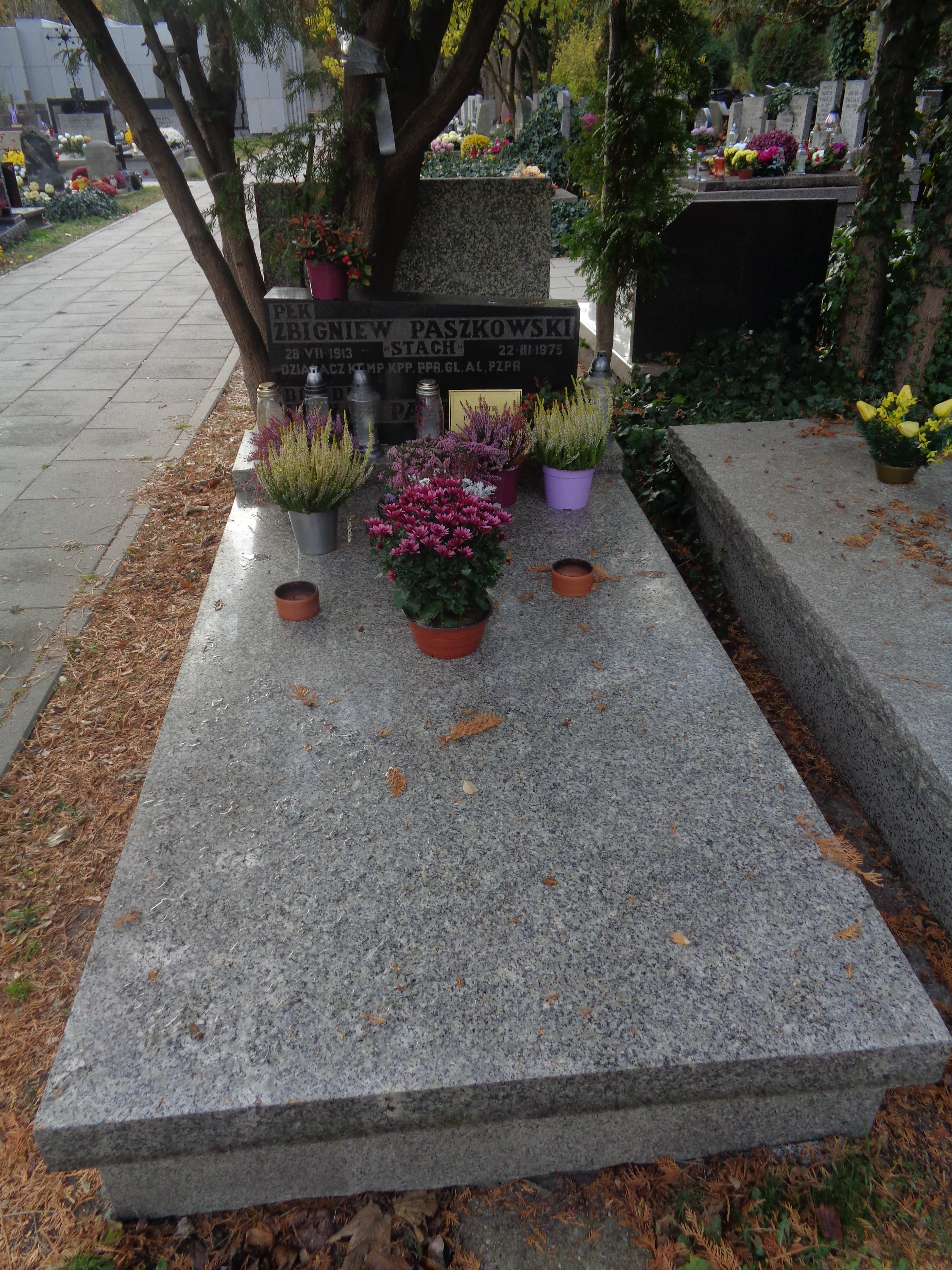
Grób Zbigniewa Paszkowskiego i jego syna i Piotra Paszkowskiego na cmentarzu Wojskowym na Powązkach w Warszawie

Zbigniew Stanisław Paszkowski ps. Stach (ur. 28 lipca 1913 w Łodzi, zm. 22 marca 1975) – żołnierz Armii Ludowej, uczestnik powstania warszawskiego. Pułkownik PRL-owskich organów bezpieczeństwa, m.in. dyrektor Departamentu III Ministerstwa Spraw Wewnętrznych.

## Życiorys
Syn muzyka Zygmunta i nauczycielki Cecylii z Nawrockich. Ukończył 7 klas V Gimnazjum Miejskiego w Warszawie. Członek Związku Młodzieży Socjalistycznej, od 1934 członek Komunistycznego Związku Młodzieży Polskiej; sekretarz Komitetu Dzielnicowego KZMP Warszawa-Powiśle. Aresztowany 31 grudnia 1935, w latach 1936–1939 odbywał w Płocku i Sieradzu karę więzienia w związku z działalnością komunistyczną, wydostał się 3 września 1939 i wrócił do Warszawy, gdzie pracował jako szklarz w Społecznym Przedsiębiorstwie Budowlanym na Żoliborzu. Od lutego 1940 współpracował ze Stowarzyszeniem Przyjaciół ZSRR na Żoliborzu. Od 1942 żołnierz Gwardii Ludowej.
Podporucznik, a następnie porucznik Armii Ludowej. Kierownik wydziału zaopatrzenia Oddziału IV Sztabu Głównego AL. Od 1 sierpnia 1944 jako ppor. „Stach” był dowódcą oddziału AL na Woli. Od 7 sierpnia, oficer zgrupowania AL na Starym Mieście. Od 17 sierpnia w Śródmieściu, a od 12 września dowódca oddziału AL-PAL „Blaszanka” na Powiślu Czerniakowskim, walczącego w ramach Zgrupowania „Kryska” do 23 września. Opuścił dzielnicę, wraz z ludnością cywilną. Z obozu w Pruszkowie został wywieziony na roboty przymusowe.
Po powrocie do Polski, w lipcu 1945, otrzymał funkcję zastępcy kierownika Wojewódzkiego Urzędu Bezpieczeństwa Publicznego w Łodzi. Na początku 1946 roku przeniósł się do Warszawy, gdzie 13 stycznia został szefem UBP tego miasta. Następnie od 1 stycznia 1953 był starszym inspektorem Inspektoratu Ministra Bezpieczeństwa Publicznego, a od 1 sierpnia 1954 kierownikiem Inspektoratu Wiejskiego MBP. Po likwidacji MBP, od 1 kwietnia 1955, był sekretarzem Komitetu ds Bezpieczeństwa Publicznego.
Po przejęciu wszystkich funkcji bezpieczeństwa publicznego, kontrwywiadu i wywiadu przez Ministerstwo Spraw Wewnętrznych w 1956, 28 listopada stanął na czele Departamentu III MSW. 15 kwietnia 1963 odwołany z MSW. 
Członek KPP, PPR i PZPR.
Pochowany na cmentarzu Wojskowym na Powązkach w Warszawie (kwatera D31-3-11).

## Życie prywatne
Ojciec Piotra Paszkowskiego – polskiego urzędnika dyplomatycznego, tłumacza oraz rzecznika prasowego MON i MSZ.

## Odznaczenia
Odznaczony Krzyżem Kawalerskim Orderu Odrodzenia Polski (1946), Orderem Sztandaru Pracy I (1959) i II klasy, Orderem Krzyża Grunwaldu III klasy Krzyżem Srebrnym Orderu Wojennego Virtuti Militari, Krzyżem Walecznych i innymi. W 1967 otrzymał Złotą odznakę honorową "Za Zasługi dla Warszawy" (1967).